# Serge Tcherepnine
Serge Alexandrovitch Tcherepnine (russe : Сергей Александрович Черепнин; né le 2 février 1941 à Issy-les-Moulineaux) est un compositeur et fabricant d'instruments de musique électronique d'origine russo-sino-française. Il est le fils d'Alexandre Tcherepnine et de la célèbre pianiste chinoise Lee Hsien Ming.
Il se forme à l’harmonie avec Nadia Boulanger. De 1958 à 1963, il étudie avec  Leon Kirchner et Billy Jim Layton à l’Université Harvard. En 1960, il obtient la nationalité américaine. En 1961, il suit la formation de Luigi Nono à l’ École de Darmstadt, puis il étudie en Europe avec Pierre Boulez, Herbert Eimert, et Karlheinz Stockhausen. De 1966 à 1968, il travaille au studio de musique électronique de la Hochschule für Musik und Tanz Köln de Cologne. 
En 1968, il dirige le studio de musique électronique de Université de New York. 
À partir de 1970, il enseigne la composition et la musique électronique à l’école de musique du California Institute of the Arts de Valencia en Californie. 
Il s’engage dans la fabrication de synthétiseurs comme le Serge Modular et fonde la société Serge Modular Music Systems. En 1986, il revend sa société et repart pour la France. Il a composé de nombreuses œuvres.
Son frère, Ivan Alexandrovitch Tcherepnine, est aussi un compositeur célèbre comme le sont les deux fils d’Ivan, Stefan (1977-) et Sergueï (1981-).